# Lirceus garmani
Lirceus garmani és una espècie de crustaci isòpode pertanyent a la família dels asèl·lids.

## Distribució geogràfica
Es troba a Nord-amèrica: Arkansas, Illinois, Oklahoma i Missouri (els Estats Units).